# Cudama ibne Jafar
Cudama ibne Jafar, o Secretário de Bagdá (em árabe: قدامة بن جعفر الكاتب البغدادي; romaniz.: Qudama ibn Ja'far al-Katib al-Baghdadi; lit. "Cudama, filho de Jafar, o Secretário de Bagdá"‎; ca. 873/874 – ca. 932/948), também conhecido como Abu Alfaraje, foi um estudioso e administrador árabe do Califado Abássida. Pouco se sabe com exatidão sobre sua vida e obra. Provavelmente nasceu ca. 873/874, possivelmente em Baçorá, no seio de uma família siríaca cristã. Converteu-se ao islamismo ca. 902-908.
Ele manteve várias posições administrativas juniores no secretariado califal de Bagdá e posteriormente ascendeu ao posto sênior do departamento do tesouro. Várias datas foram fornecidas para sua morte, variando desde 932 para 939/940 e 948. De seus vários livros sobre filosofia, história, filologia e administração, apenas três sobreviveram:
- Livro do Imposto Territorial e a Arte do Secretariado (Kitab al-Kharaj), pelo qual Cudama é amplamente reconhecido. Apenas a segunda metade do livro, com quatro de suas originais oito seções, sobreviveu. Foi escrito após 928 como um manual para administradores, e lida com a estrutura do Estado e exército, bem como com detalhes geográficos, incluindo valiosos registros sobre os vizinhos do califado, especialmente o Império Bizantino. Também inclui um seção agora perdida sobre retórica literária.[3][4]
- Livro das Palavras (Kitab al-Alfaz) ou Preciosidades das Palavras (Jawahir al-Alfaz), uma compilação de sinônimos e frases para uso de poetas e oradores, bem como contendo uma introdução sobre figuras de discurso.[3]
- Livro sobre Criticismo Poético (Kitab Naqd al-shi'r), um ensaio e guia sobre composição de boa poesia.[5]